# Dirinon
Dirinon (en bretó Dirinonn) és un municipi francès, situat a la regió de Bretanya, al departament de Finisterre. L'any 2006 tenia 2.443 habitants.

## Demografia
| 1962                                       | 1968  | 1975  | 1982  | 1990  | 1999  |
| ------------------------------------------ | ----- | ----- | ----- | ----- | ----- |
| 1.080                                      | 1.010 | 1.218 | 1.799 | 2.024 | 2.342 |
| Des de 1962: població sense dobles comptes |       |       |       |       |       |

## Administració
| Període | Identitat     | Partit |
| ------- | ------------- | ------ |
| 2001-   | Claude Bervas |        |

## Personatges il·lustres
- Frañsez Kervella, lingüista i escriptor en bretó